# Armeria Reale
L'Armeria Reale di Torino è una delle più ricche collezioni di armi e armature antiche del mondo insieme all'Armeria Reale di Madrid, quella imperiale di Vienna e quella dei cavalieri di Malta. Ha sede nella manica di collegamento tra Palazzo Reale e le Segreterie di Stato (oggi sede della Prefettura), all'interno di un complesso appartenente al sito UNESCO delle Residenze Sabaude, iscritto alla lista del Patrimonio dell'umanità dal 1997. L'Armeria fa parte dei Musei Reali di Torino, che dal 2012 ha riunito ad essa il Palazzo Reale, la Galleria Sabauda, il Museo Archeologico e la Biblioteca Reale.
Fanno parte della struttura lo scalone di Benedetto Alfieri (1738-1740), la sala della Rotonda (1842), la galleria Beaumont, progettata da Filippo Juvarra (1732-1734), completata da Alfieri dopo il 1762 e decorata ad olio su muro da Claudio Francesco Beaumont, che rappresentò sulla volta le Storie di Enea (1738-1743), e infine il Medagliere disegnato da Pelagio Palagi (1835-1838).
Nel 2016 il complesso dei Musei Reali, che comprende il Palazzo Reale, la Galleria Sabauda, l'Armeria Reale e il Museo Archeologico, è stato il ventiduesimo sito statale italiano più visitato, con 314.195 visitatori.

## Storia
L'idea di costituire un Armeria Reale ebbe origine dopo l'inaugurazione (1832) della Regia Pinacoteca (attuale Galleria Sabauda), istituita su iniziativa del re di Sardegna Carlo Alberto. La Galleria Beaumont, svuotata delle tele fino ad allora esposte sulle pareti, divenne allora il luogo di raccolta delle armi collezionate dai Savoia. Nel 1837 l'Armeria venne aperta al pubblico.
A partire dal nucleo di armi provenienti dal Museo di Antichità e dagli arsenali di Torino e di Genova, la collezione fu notevolmente ampliata con l'acquisto delle raccolte appartenute allo scenografo milanese Alessandro Sanquirico (1833) e alla famiglia bresciana dei Martinengo della Fabbrica (1839). Anche in seguito l'Armeria continuò ad arricchirsi di altre armi e cimeli provenienti sia dalle raccolte personali dei re d'Italia che da acquisti e donazioni, spesso collegate all'attività diplomatica. Da quest'ultima derivano ad esempio le armi e armature orientali e africane.

## Opere esposte
L'Armeria conserva numerosi tipi di armi e armature, dal Neolitico al XX secolo. Pregevoli le armi medioevali, numerosi gli esemplari del XVI, XVII e XVIII secolo, molte i pezzi appartenuti ai sovrani sabaudi.
Tra i pezzi più importanti figurano la spada di San Maurizio, preziosa reliquia appartenuta ai Savoia, databile al XIII secolo e conservata insieme alla sua custodia quattrocentesca in cuoio impresso, dorato e dipinto; il morso da cavallo decorato a smalto, di manifattura napoletana della metà del XIV secolo; la terzetta lanciadardi a ruota a tre canne appartenuta all'imperatore Carlo V d'Asburgo; la targa da parata di Enrico II; le armature appartenute a Emanuele Filiberto e quelle eseguite dall'armoraro milanese Pompeo della Cesa; un moschetto e un archibusetto riccamente decorati in avorio dall'incisore tedesco Adam Sadeler (1600 ca.); la spada usata da Napoleone Bonaparte nella campagna d'Egitto e nella battaglia di Marengo; le armi appartenute ai re di Sardegna e poi d'Italia, tra cui l'armatura giapponese offerta nel 1870 a Vittorio Emanuele II di Savoia e una rivoltella Smith & Wesson modello Russian donata a Vittorio Emanuele III. Notevole anche la collezione di oltre 250 bandiere, per la maggior parte legate dalla storia dei Savoia e dell'esercito sardo durante le guerre del Risorgimento italiano.

## Il Medagliere
Il Medagliere deriva dal Gabinetto delle Medaglie del re Carlo Alberto di Savoia, che nel 1832 acquistò la collezione di monete antiche e medioevali di Domenico Promis, nominato contestualmente conservatore del Gabinetto. Attraverso acquisti e doni la raccolta di monete, medaglie e sigilli fu aumentata fino alla consistenza attuale di circa 33.000 pezzi. Tra il 1835 e il 1838 Carlo Alberto fece riallestire appositamente una sala annessa alla Galleria Beaumont dall'architetto Pelagio Palagi, che disegnò a tale scopo i mobili di gusto neo-greco, in cui sono esposti vari pezzi antichi e oggetti preziosi provenienti da Palazzo Reale.